# Ambarvalia
Az Ambarvalia ősi tisztító szertartás az ókori Rómában. Minden évben tavasszal, májusban végezték el. Menete a következő volt: egy bikát, egy kost és egy disznót körülvezettek Rómában (vagy a birtokon). A menet élén haladó áldozati állatokat ünnepi ruhában, olajággal kezükben követték az emberek és imádkoztak az istenekhez, hogy áldja meg a termést, a gazdát, az ifjú rabszolgákat és az állatokat. Ezt követően feláldozták őket Mars istennek. Ez a hármas áldozat, amelynek latin neve suovetaurilia volt, egyike volt a rómaiak legszentebb áldozatainak. Augustus császársága után a fratres Alvaresek végezték el a szertartást. Ebből az ünnepből nőhetett ki a keresztény búzaszentelés.

## További irodalom
- Ókori lexikon I–II. Szerk. Pecz Vilmos. Budapest: Franklin Társulat. 1902–1904.